# Tanacetum ferulaceum
Tanacetum ferulaceum là một loài thực vật có hoa trong họ Cúc. Loài này được (Webb) Sch.Bip. miêu tả khoa học đầu tiên năm 1846.